# Poběžovice u Holic
Poběžovice u Holic es una localidad del distrito de Pardubice en la región de Pardubice, República Checa, con una población estimada a principio del año 2018 de 267 habitantes. 
Se encuentra ubicada al noroeste de la región, cerca de la frontera con las regiones de Bohemia Central y Hradec Králové, y a poca distancia del curso alto del río Elba.